# Netball Namibia
Netball Namibia (NN), ehemals Namibian Netball Association (NNA) oder All Namibia Netball Association bzw. Association of Netball in Namibia (ANNA), ist der Sportdachverband für Netball in Namibia. 
Der Verband ist Vollmitglied von Africa Netball sowie World Netball und wurde zur Unabhängigkeit 1990 formal gegründet und hat seinen Sitz in der Hauptstadt Windhoek. Er ist zudem Mitglied der Confederation of Southern Africa Netball Associations (COSANA).
NN organisiert sowohl die Namibian Netball Premier League, als auch den Pokalwettbewerb und die namibische Netballnationalmannschaft, sowie die U21- und U19-Nationalmannschaften.
Seit 2018 ist Netball eine von drei Nationalsportarten in Namibia.